# 新竹客運關西站
亦捷科際關西總站，原名新竹客運關西總站，也稱關西總站，是亦捷科際向新竹客運租用設於新竹縣關西鎮中興路17號的場站（部分車位與亞通客運及捷乘客運共用），與新埔站的分類同為關西地區。
旅客可搭乘各路線前往新竹市、新竹縣竹東鎮、竹北市、新埔鎮、橫山鄉及桃園市中壢區、平鎮區、龍潭區等地（部分路線因改由其他業者接手而改於關西總站外轉乘）。

## 沿革
關西站早年為「安咸」（安平至咸菜硼，即今之平鎮至關西）、「紅咸」（紅毛田至咸菜硼，即今竹北火車站至關西）兩軌道相接之地。原有站址，位於正義路，現有站房，位於中興路，建於民國五十九年
關西站原為新埔辦事處（後改稱總站）所轄，五十六年改稱二等站，直隸總公司，六十八年改設總站，下轄新埔站。

## 月台

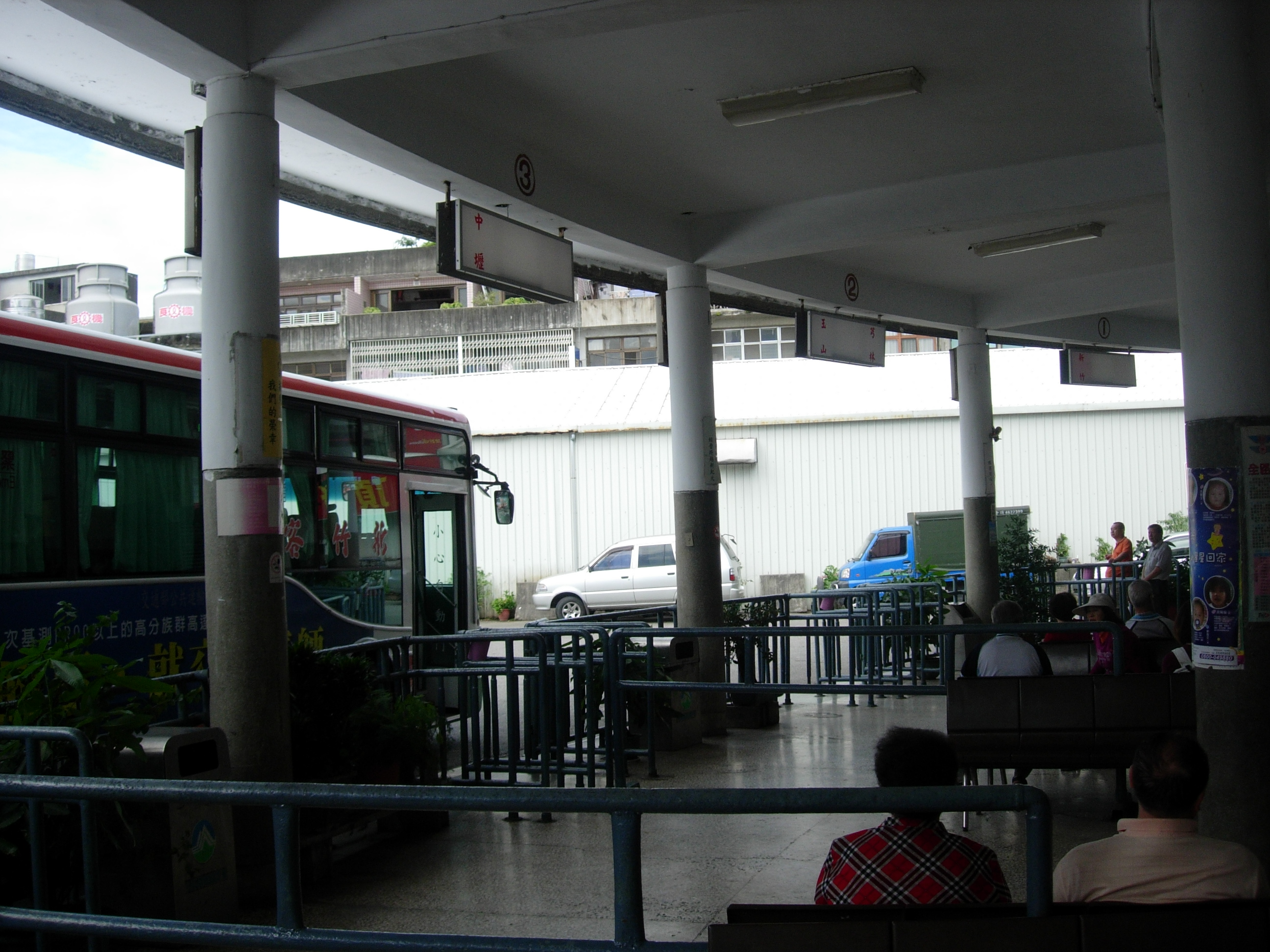
關西站月台1

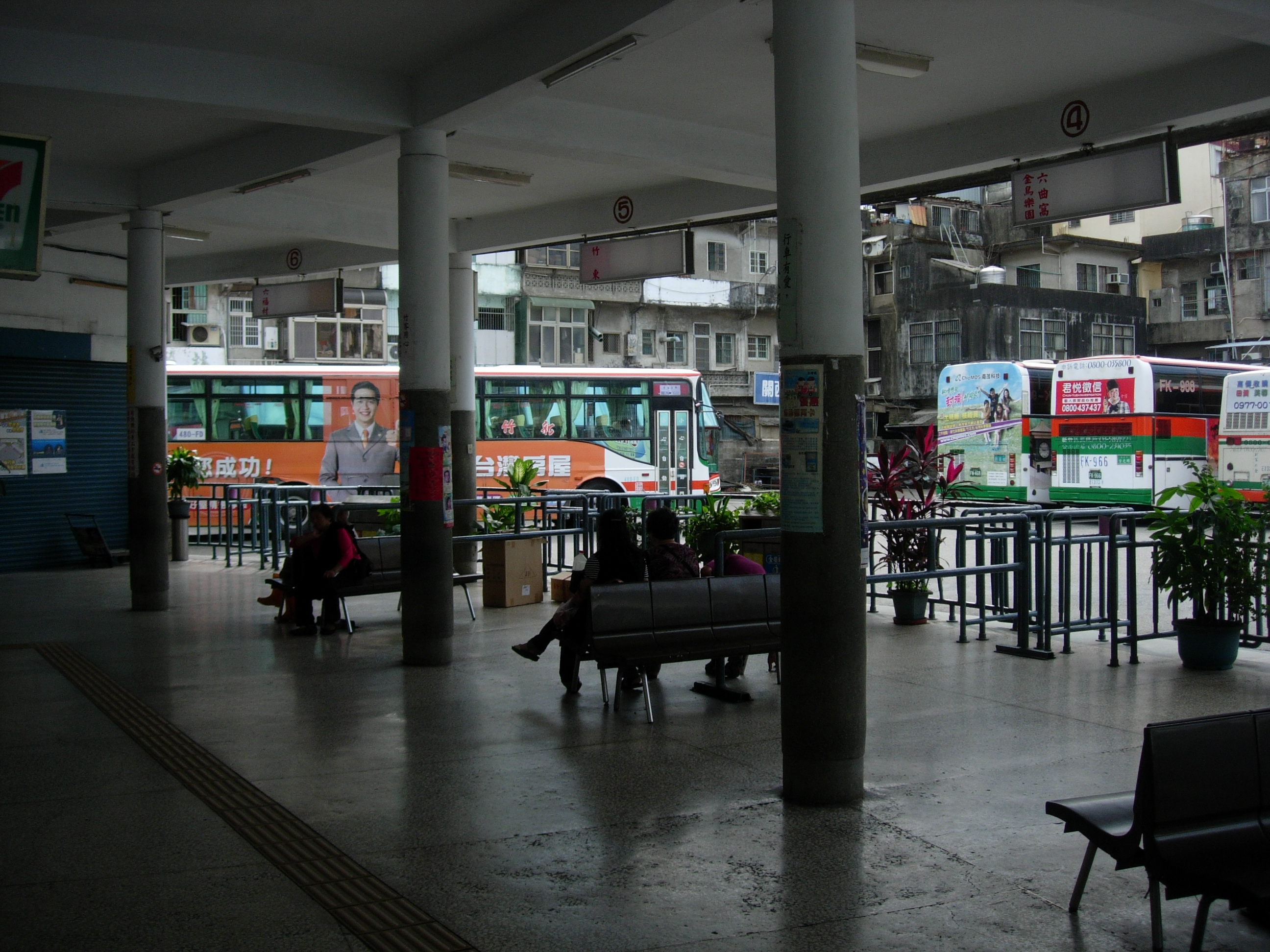
關西站月台2

關西站有六個月台，目前只有ㄧ個在使用，皆位於車站內，六個指示牌分別如下：
- 1.新竹
- 2.芎林　玉山（停用）
- 3.中壢（停用）
- 4.六曲窩　金鳥樂園（停用）
- 5.竹東（停用）
- 6.六福村（停用）

## 行駛路線

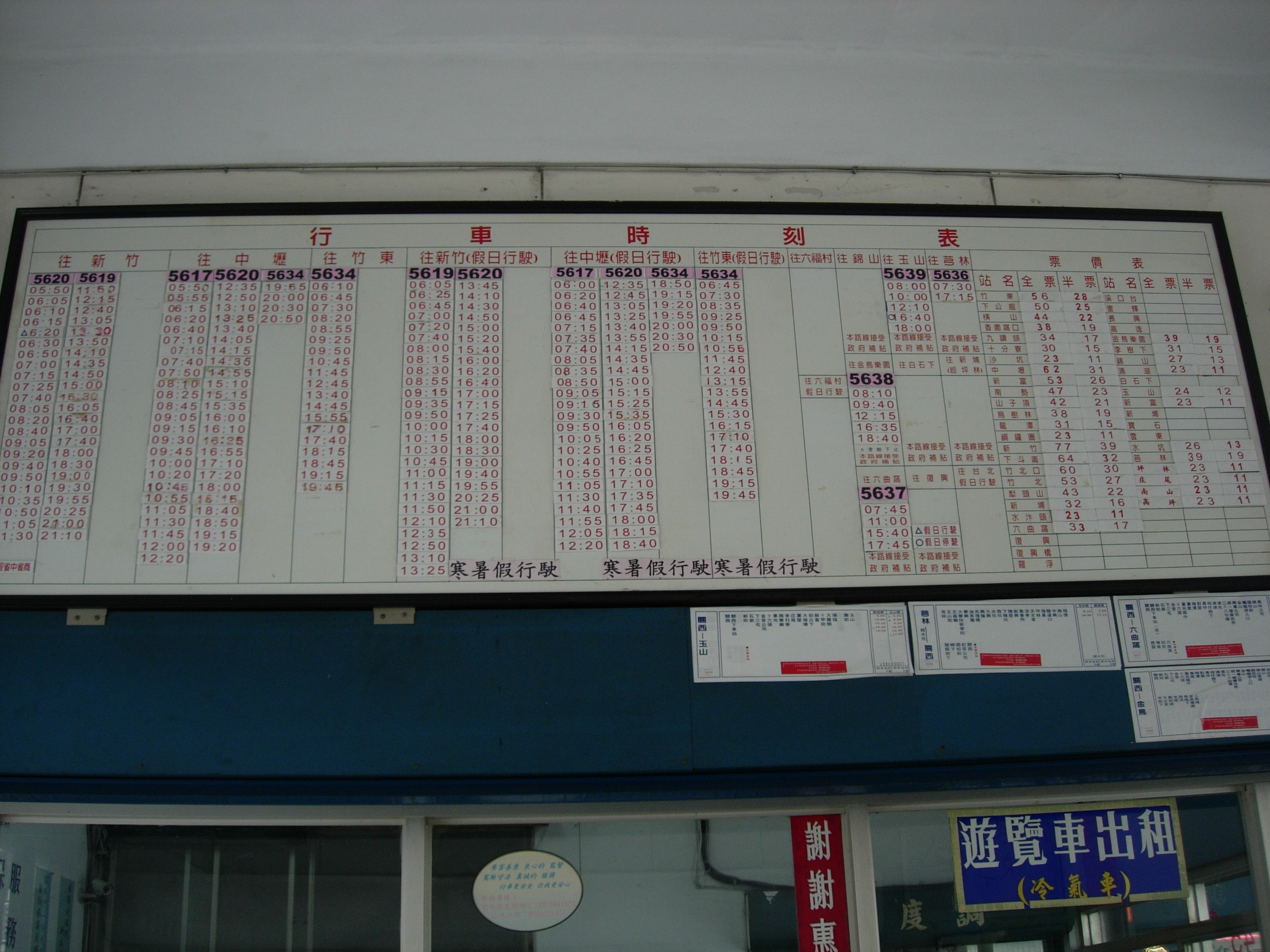
關西站時刻表

- 長途客運（2024年11月1日由亦捷科際接手，站內搭乘）
  - 5619 關西 = 新竹（經新埔、犁頭山）
  - 5620 新竹 = 中壢（經關西）
- 長途客運（2024年9月1日由捷乘客運接手，站外站牌搭乘）
  - 5634 竹東 = 中壢（經關西）
  - 5634A 竹東 = 關西
- 桃園市公車（2024年1月1日由亞通客運接手，站外站牌搭乘）
  - 5617 關西 = 中壢（經龍潭）
  - 5617A 關西 = 中壢（經關西高中）
- 關西鎮幸福巴士（原長途客運5636～5639，2024年3月5日由捷乘交通接手，改至幸福巴士關西總站搭乘，位於第一停車場旁的行人廣場）
  - 關下線 關西 = 下橫坑
  - 關金線 關西 = 金鳥樂園
  - 關六線 關西 = 六曲窩
  - 關玉線 關西 = 玉山

## 時刻

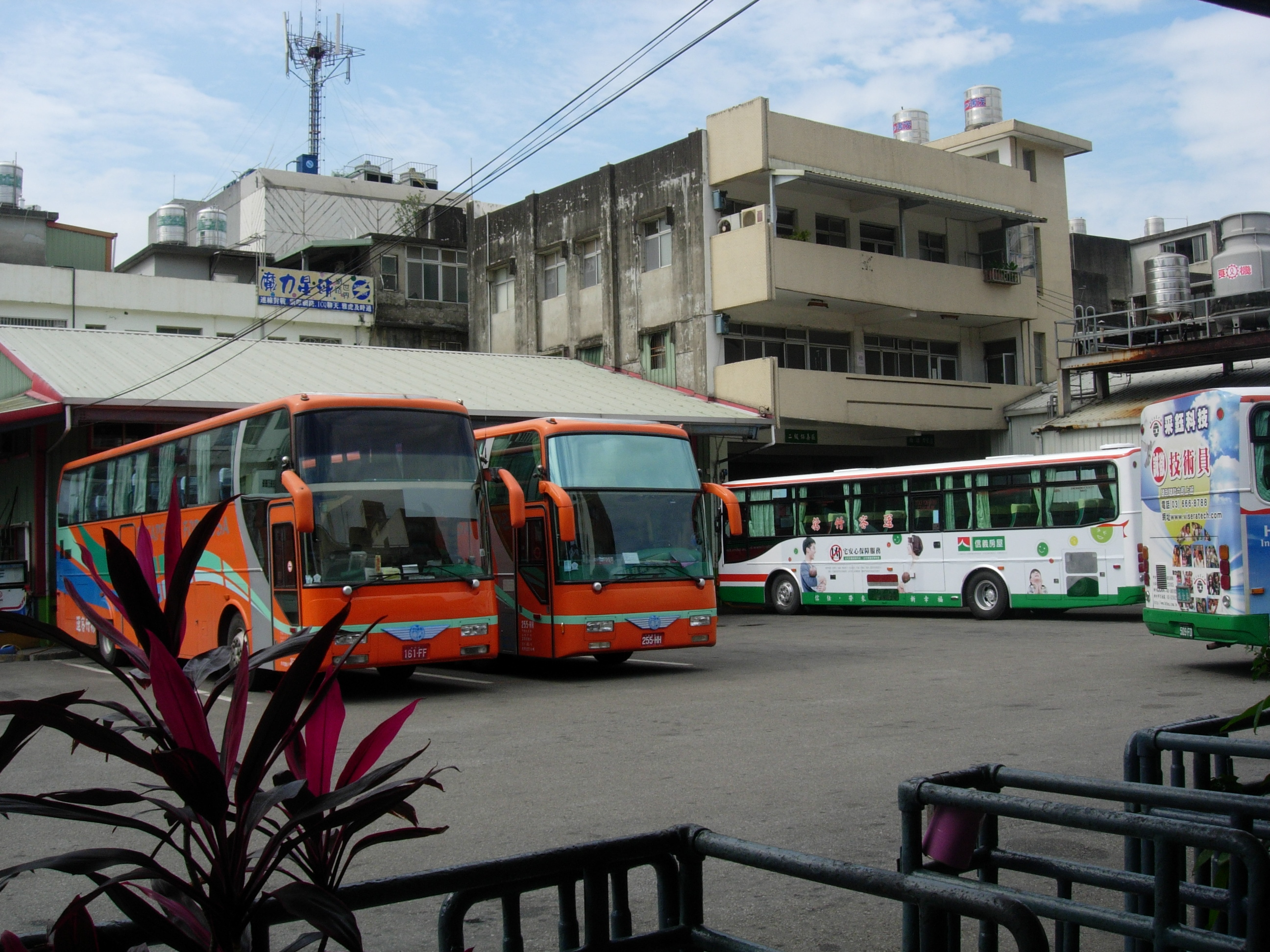
關西站停車場

- 由5617、5620、5634往中壢班次最多
- 由5619、5620往新竹班次次多

其他路線皆有定時行駛

## 車站週邊
- 關西鎮公所
- 關西農會
- 關西市區

## 外部連結
- 新竹客運公司 （页面存档备份，存于）